# Slaget vid Dan-no-ura

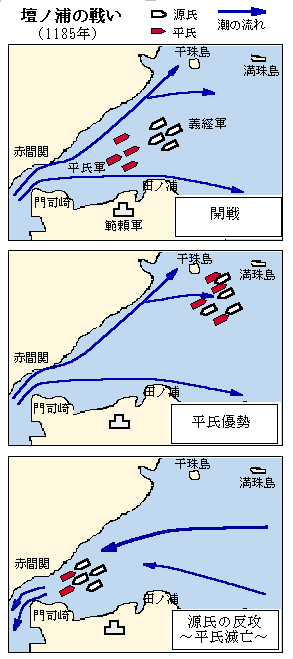
Kartor som beskriver flottrörelserna under slaget om Dan-no-ura

Slaget vid Dan-no-ura, (壇ノ浦の戦い, Dan-no-ura no tatakai) var ett större sjöslag i Genpei-kriget, som utspelades i Dan-no-ura, I Shimonoseki-sundet, vid södra Honshu. Det var den 24 mars 1185 som Minamoto-klanens flotta, ledd av Minamoto no Yoshitsune besegrade Taira-klanens flotta under ett halvt dygns strid. Därmed krossades det sista motståndet och Genpei-kriget tog slut.

## Slaget
Taira-flottan var underlägsen i antal, men källor anger att det hade fördelen av att känna till tidvattenströmmarna i området och också var mer övade i sjöstrid. Taira delade sin sjöstridsstyrka i tre skvadroner, medan Minamotoflottan behöll sin formering intakt.
Början av slaget bestod av bågskytte från långt håll. Därefter tog Taira initiativ och med en snabb manöver och tidvattnets hjälp omringade de fiendeflottan. Nu övergick strid till att vara man-mot-man med svärd och huggare, sedan fartygens besättningar börjat borda varandras skepp. Vid det laget vände tidvattnet och fördelarna gick tillbaka till Minamotoflottan.
En avgörande factor för stridens utgång blev den att Taira-generalen Taguchi Shigeyoshi deserterade och avslöjade för Minamoto-sidan vilket fartyg den sexårige kejsaren Antoku, befann sig på.
Bågskyttarna vände sin uppmärksamhet mot rorsmän och roddare på det kejserliga skeppet. Pilregnet fick önskat resultat, fartyget tappade kontrollen. När Tairas krigare såg striden gå förlorad, kastade sig många överbord, för att hellre begå självmord än att kapitulera. Det gällde även befälhavare som Taira no Tomomori, Taira no Tsunemori and Taira no Norimori.
Bland dem som dog återfanns också Antoku och hans farmor, änkan till klanledaren Taira no Kiyomori. 

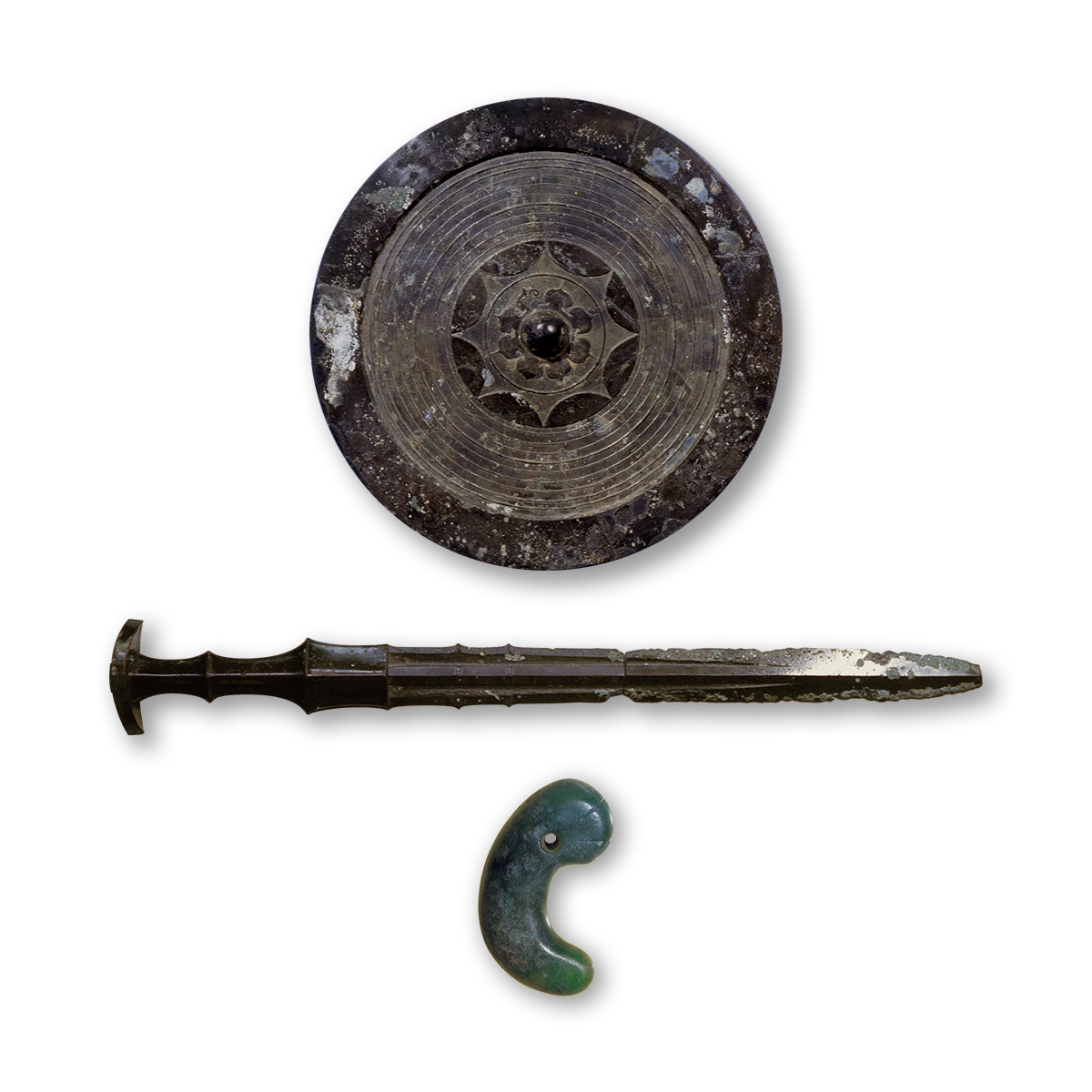
Konstnärens uppfattning om de kejserliga regalierna – svärdet, spegeln och juvelen.

Taira försökte kasta de kejserliga regalierna överbord, men lyckades bara kasta svärdet (Kusanagi-no-Tsurugi, 草薙の剣, ungefär ”det grässkärande svärdet”) och den heliga spegeln (Yata no Kagami, 八咫鏡) innan fartyget togs över av Minamotos soldater. Spegeln bärgades av dykare, medan uppgifter tyder på att svärdet gick förlorat. Den officiella versionen är dock att också svärdet har bärgats och återfinns i jinjan Asuta.
Denna tydliga seger för Minamoto-klanen betydde att Taira fick ge upp kampen för herraväldet i Japan. Minamoto no Yoritomo, äldre halvbroder till Minamoto no Yoshitsune, blev den förste shogunen, med sätet i  Kamakura.
Bland Tairas ledare dödades i striden Taira Tomomori, Taira Noritsune, Taira Norimori, Taira Tsunemori, Taira Sukemori, Taira Arimori och  Taira Yukimori.